# Lora Hirschberg
Lora Hirschberg (* 1963 bei Cleveland, Ohio) ist eine US-amerikanische Tontechnikerin. Sie gewann 2011 den Oscar in der Kategorie Bester Ton für ihre Mitarbeit an dem Film Inception, bereits 2009 war sie in dieser Kategorie für The Dark Knight nominiert gewesen.

## Leben
Hirschberg wurde 1963 in der Nähe von Cleveland, Ohio geboren. Sie studierte Film und Musik an der New York University. 1989 arbeitete sie für The Spirit of '76 erstmals im Filmgeschäft, kurz darauf zog sie von New York nach San Francisco. 
Einer der ersten größeren Hollywood-Produktionen von ihr war 1993 der Film Mrs. Doubtfire. Weitere große Filme, an denen Hirschberg mitarbeitete waren u. a. Titanic (1997), Der Pferdeflüsterer (1998), Panic Room (2002), Der Herr der Ringe: Die Rückkehr des Königs (2003) und zwischen 2005 und 2010 die erfolgreichen Verfilmungen der Comics Iron Man und Batman durch Jon Favreau und Christopher Nolan. Insgesamt wirkte sie in mehr als 100 Filmen als Tontechnikerin mit.
Für die Filme Gefangen in der Traumfabrik und Cinema Verite war Hirschberg 1996 und 2011 jeweils für den Fernsehpreis Emmy nominiert. Für ihre Arbeit an Nolans The Dark Knight wurde sie 2009 erstmals für den Oscar in der Kategorie Bester Ton nominiert, ging jedoch leer aus. Auch bei den BAFTA-Awards erhielt sie eine Nominierung. Bei den Satellite Awards wurde sie in der Kategorie Best Sound (Mixing & Editing) ausgezeichnet.
Bei der Oscarverleihung 2011 gewann sie den Preis in der gleichen Kategorie für den Film Inception, ebenfalls von Regisseur Christopher Nolan. Für letzteren gewann sie außerdem den Critic's Choice Award der Broadcast Film Critics Association und den BAFTA-Award. Bei den Satellite Awards 2010 war sie mit Inception und Iron Man 2 gleich doppelt nominiert. Zwischen 1999 und 2011 war sie außerdem insgesamt sechs Mal beim CAS Award der Cinema Audio Society nominiert. 
Hirschberg lebt mit ihrer Frau und ihren zwei Kindern in der San Francisco Bay Area.

## Filmografie (Auswahl)
- 1993: Der geheime Garten (The Secret Garden)
- 1993: Mrs. Doubtfire – Das stachelige Kindermädchen (Mrs. Doubtfire)
- 1994: Das Geheimnis der Braut (Picture Bride)
- 1994: Enthüllung (Disclosure)
- 1995: Nine Months
- 1995: Strange Days
- 1995: Familienfest und andere Schwierigkeiten (Home for the Holidays)
- 1996: The Arrival – Die Ankunft (The Arrival)
- 1996: Sleepers
- 1996: Tage wie dieser … (One Fine Day)
- 1997: Hercules
- 1997: Titanic
- 1998: Der Pferdeflüsterer (The Horse Whisperer)
- 1998: Halloween H20 (Halloween H20: 20 Years Later)
- 1998: The Faculty
- 1999: Überall, nur nicht hier (Anywhere But Here)
- 1999: Galaxy Quest – Planlos durchs Weltall (Galaxy Quest)
- 2000: Pitch Black – Planet der Finsternis (Pitch Black)
- 2001: Banditen! (Bandits)
- 2002: 40 Tage und 40 Nächte (40 Days and 40 Nights)
- 2002: Panic Room
- 2002: Manhattan Love Story (Maid in Manhattan)
- 2003:  Die Rückkehr des Königs (The Lord of the Rings: The Return of the King)
- 2004: Wenn Träume fliegen lernen (Finding Neverland)
- 2005: Batman Begins
- 2006: Ice Age 2 – Jetzt taut’s (Ice Age: The Meltdown)
- 2006: Borat (Borat: Cultural Learnings of America for Make Benefit Glorious Nation of Kazakhstan)
- 2007: Pirates of the Caribbean – Am Ende der Welt (Pirates of the Caribbean: At World’s End)
- 2007: Into the Wild
- 2008: Iron Man
- 2008: The Dark Knight
- 2009: Ice Age 3 – Die Dinosaurier sind los (Ice Age: Dawn of the Dinosaurs)
- 2010: Iron Man 2
- 2010: Inception
- 2011: Cowboys & Aliens
- 2014: Guardians of the Galaxy

## Auszeichnungen (Auswahl)
- 2008: Satellite Award in der Kategorie Best Sound (Mixing & Editing) für The Dark Knight
- 2011: BAFTA-Award in der Kategorie Best Sound für Inception
- 2011: Critic’s Choice Award in der Kategorie Best Sound für Inception
- 2011: Oscar in der Kategorie Best Achievement in Sound Mixing für Inception